# When the Cat's Away (film 1911)
When the Cat's Away è un cortometraggio muto del 1911 diretto da Thomas H. Ince.

## Produzione
Il film fu prodotto dall'Independent Moving Pictures Co. of America (IMP).

## Distribuzione
Il film - un cortometraggio di 152 metri - uscì nelle sale statunitensi il 9 febbraio 1911, distribuito dalla Motion Picture Distributors and Sales Company.

Nelle proiezioni, originariamente, veniva programmato con il sistema dello split reel, accorpato in un'unica bobina con un altro cortometraggio, The Mirror, anche questo prodotto dalla IMP e diretto da Ince.
Copia della pellicola viene conservata negli archivi della Library of Congress (American Film Institute/Parker collection) e negli archivi dell'UCLA Film and Television Archive. Il film è di pubblico dominio.

### Date di uscita
IMDb
- USA 9 febbraio 1911

Alias
- While the Cat's Away USA (nome alternativo)